# Dacus bioculatus
Dacus bioculatus är en tvåvingeart som först beskrevs av Mario Bezzi 1919.  Dacus bioculatus ingår i släktet Dacus och familjen borrflugor.
Artens utbredningsområde är Filippinerna. Inga underarter finns listade i Catalogue of Life.